# Dösener See
 El Dösener See es un lago alpino de Carintia, Austria. Está en el parque nacional High Tauern. 

## Geografía

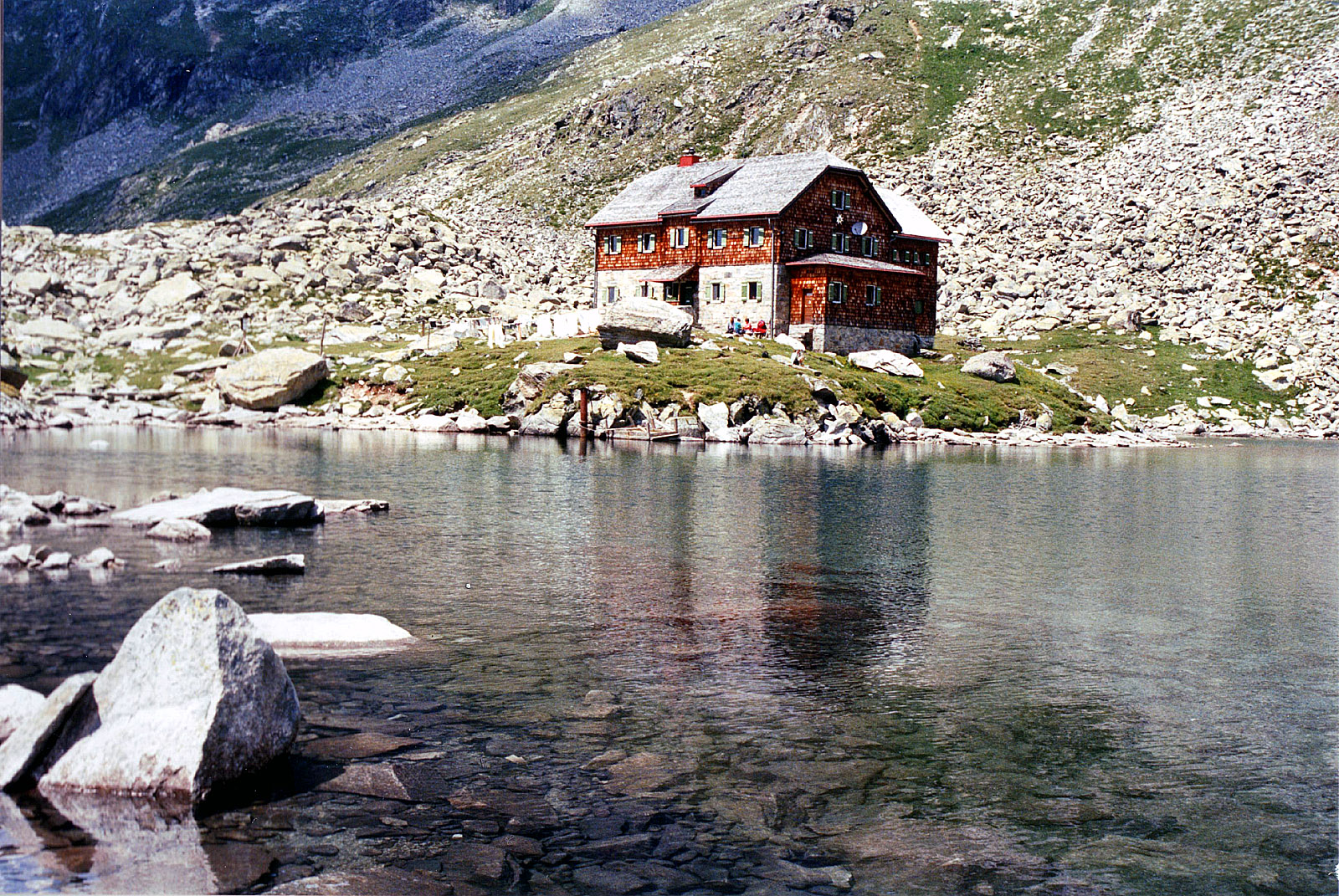
Arthur-von-Schmid-Haus

El lago está situado a 2270 metros sobre el Adriático en el Grupo Ankogel de la cadena High Tauern, parte de los Alpes central del este. Marca el comienzo del estrecho valle de Dösen, que se extiende alrededor de 7 km desde Mallnitz en el oeste. Con una superficie de 0,13 km², es el lago de circo más grande del área del parque nacional. 
Incluso en verano, la temperatura de la superficie nunca supera los 7 grados Celsius (44,6 °F); el lago está cubierto por hielo hasta tres cuartos del año. La transparencia del agua llega a aproximadamente 12 m. En el Dösener See, se encuentra el salvelino, así como especies de plancton como rotíferos y algas verdes. 
En la costa occidental se encuentra el  refugio del club alpino Arthur-von-Schmid-Haus erigido en 1910-11. Desde aquí, hay senderos de montaña que conducen a cumbres vecinas como el Hochalmspitze y el macizo Reisseck. Al este de Dösener See se encuentra un gran glaciar de roca (Blockgletscher), con una profundidad de permafrost de hasta 40 m   